# Titanogrypa iheringi
Titanogrypa iheringi är en tvåvingeart som först beskrevs av Guilherme A.M.Lopes 1935.  Titanogrypa iheringi ingår i släktet Titanogrypa och familjen köttflugor. Inga underarter finns listade i Catalogue of Life.